# Chika Chukwumerije
Chika Yagazie Chukwumerije (ur. 30 grudnia 1983) – nigeryjski zawodnik taekwondo, brązowy medalista olimpijski.
Brązowy medalista igrzysk olimpijskich w Pekinie w 2008 roku w kategorii powyżej 80 kg. Startował również w igrzyskach w Atenach w 2004 roku, bez sukcesów.